# Tô Trung Kiên
Tô Trung Kiên – wietnamski zapaśnik walczący w stylu klasycznym. Złoty medalista igrzysk Azji Południowo-Wschodniej w 2003 roku.